# Internationale Tennismeisterschaften von Deutschland 1954
Die 48. Internationalen Tennismeisterschaften von Deutschland fanden vom 30. Juli bis zum 8. August 1954 auf dem Rothenbaum in Hamburg statt.
Sie begannen an einem Freitag und erstreckten sich diesmal wieder über zwei Wochenenden. Organisatorisch waren damit auch die Einzelendspiele der Nationalen Deutschen Tennismeisterschaften verbunden, die wegen Dauerregens vorher in Braunschweig ausgefallen waren und am 31. Juli stattfanden. Deren Sieger waren Engelbert Koch, der bei den internationalen Meisterschaften vorher schon ausgeschieden war, sowie Erika Vollmer, die gegen Inge Pohmann gewann.
Inge Pohmann, die zum letzten Mal in Hamburg antrat, verlor in Abwesenheit der dreimaligen Gewinnerin Dorothy Knode auch das Endspiel der internationalen Meisterschaften gegen die Vorjahresfinalistin Joy Mottram aus Großbritannien, die im Damendoppel als Titelverteidigerin einen weiteren Sieg, diesmal zusammen mit Erika Vollmer, feiern konnte. Erika Vollmer gewann auch das gemischte Doppel an der Seite des US-Amerikaners Hugh Stewart.
Publikumsmagneten bei den Damen waren die zum ersten Mal in Hamburg antretenden 17- und 15-jährigen Schwestern Edda und Ilse Buding, die damals in Argentinien lebten. Auch die 18-jährige Margot Dittmeyer trat zum ersten Mal in Hamburg an.
Bei den Herren konnte Budge Patty seine beiden Titel in Einzel und Doppel verteidigen, wobei im Doppel auch wieder Gottfried von Cramm an seiner Seite stand, der mit seinem 13. Titelgewinn zum Rekordsieger in Hamburg wurde. Weit kamen auch wieder die beiden Schweden Lennart Bergelin und Sven Davidson, die 1951 das Finale bestritten hatten, und diesmal jeweils erst an Patty bzw. an von Cramm/Patty scheiterten. Der 55-jährige Jean Borotra erreichte in beiden Doppelwettbewerben jeweils das Halbfinale. Bester Deutscher im Einzel war Ernst Buchholz, der bei den nationalen Meisterschaften zwar das Endspiel verlor, hier aber erwartungsgemäß das Viertelfinale erreichte.
Eingeführt wurde wieder das Ausspielen einer Trostrunde, bei der es bei den Herren um den Elbepokal und bei den Damen um den Alsterpokal ging.

## Ergebnisse

### Herreneinzel
|  | Finale |               |   |   |   |  |  |
|  |        |               |   |   |   |  |  |
|  |        | Budge Patty   | 6 | 6 | 7 |  |  |
|  |        | Sven Davidson | 1 | 1 | 5 |  |  |

### Dameneinzel
|  | Finale |              |   |   |   |
|  |        |              |   |   |   |
|  |        | Joy Mottram  | 2 | 7 | 6 |
|  |        | Inge Pohmann | 6 | 5 | 2 |
|  |        |              |   |   |   |

### Herrendoppel
|  | Finale |                                 |   |   |   |  |  |
|  |        |                                 |   |   |   |  |  |
|  |        | Gottfried von Cramm Budge Patty | 9 | 6 | 6 |  |  |
|  |        | Lennart Bergelin Sven Davidson  | 7 | 4 | 2 |  |  |

### Damendoppel
|  | Finale |                           |   |   |  |
|  |        |                           |   |   |  |
|  |        | Joy Mottram Erika Vollmer | 6 | 6 |  |
|  |        | Joan Curry Pat Ward       | 2 | 2 |  |
|  |        |                           |   |   |  |

### Mixed
|  | Finale |                             |   |   |  |
|  |        |                             |   |   |  |
|  |        | Erika Vollmer Hugh Stewart  | 6 | 6 |  |
|  |        | Barbara Lewis Armando Viera | 4 | 4 |  |
|  |        |                             |   |   |  |